# Revue aerospatiale
La Revue aerospatiale est un magazine mensuel d'aviation édité en France de 1983 à 2000.
La Société nationale industrielle aérospatiale diffuse largement les informations de la société. Elle se dote d'une direction de la communication performante. Parmi les moyens mis en place figure la Revue aerospatiale.

## Historique
La Société nationale industrielle aérospatiale s'est toujours évertuée à diffuser largement les informations de la société. Elle s'est dotée d'une solide Direction de la Communication qui a absorbé entre autres Échos Sud-Aviation. Parmi les nombreux moyens mis en place figurait le Mensuel d'information aéronautique et spatiale : aérospatiale.
Créé, dès janvier 1970, c'était un mensuel. Il comportait un cahier social, relatant les informations sociales des établissements[réf. nécessaire].
Il s'arrêta en avril 1983 lors de sa restructuration en Revue aérospatiale.
Sud-Aviation dispose avant sa fusion dans Aerospatiale du bulletin Échos Sud-Aviation comportant en général entre 8 et 12 pages.
Créée dès janvier 1970 et la création d’aerospatiale, ce magazine est dans un premier temps, une revue mensuelle, sous le nom d'aerospatiale Revue ; 128 numéros sont publiés jusqu'en 1983.
À cette époque, elle se restructure avec l'apport de journalistes professionnels, devient bilingue (français et anglais) et prend le nom de Revue aerospatiale, dont des copies se trouvent dans les bonnes bibliothèques, à commencer par la Bibliothèque nationale de France (BNF).
Baptisée « mensuel de l'information aéronautique et spatiales » (« an aerospace monthly »), la revue ne se contente pas de publier des informations « maison », elle relate également des nouvelles de la concurrence, ce qui lui donne une forte diffusion (plus de 50 000 exemplaires en général).
Elle se présente sous la forme d'une revue au format A4 comportant 48 pages environ illustrées de photographies noir et blanc et couleurs. Le contenu de la revue est partagé entre des nouvelles et des articles sur des avions, des hélicoptères, des engins spatiaux, des armements, des moteurs et de l'avionique. La revue est publiée à raison de 10 exemplaires par an (numéro unique pour juillet-août et décembre-janvier).
Elle s'arrête lors de la restructuration d'aerospatiale en 2000 et la création d'EADS. Elle est remplacée alors par le titre trimestriel Planet Aerospace.

## Directeurs de la publication
- René Bourone, premier directeur de la publication
- Patrice Kreis, dernier directeur de la publication

## Journalistes

### Aérospatial
- André Autrusson en a été le rédacteur en chef pendant les treize années de sa publication. Il disposait d'une équipe importante de correspondants permanents dans les diverses divisions d'Aérospatiale
- Jean Calmel était directeur de la publication[3] avant de céder la place à Claude Loiseau
- Anne Partiot était secrétaire de rédaction
- Robert J. Amram assurait la traduction en langue anglaise

### Revue Aerospatiale
- Gilles Patri, ancien journaliste à L'Aurore, a été le fondateur et rédacteur en chef pendant les dix-sept années de la publication. Il disposait d'une équipe importante de correspondants permanents dans les diverses divisions d'Aerospatiale. Après la restructuration et la création d'EADS, il a transformé le magazine en Planet Aerospace, journal du groupe EADS. Il est décédé le 18 juin 2008[4].
- André Bloch était adjoint au directeur de la communication de la société Aerospatiale
- Stefan Barensky (alias Sébastien Nemo), journaliste spécialisé dans le secteur spatial, a rejoint la rédaction en 1996 pour assister Gilles Patri. Il a continué à écrire dans Planet Aerospace après 2000.

## Correspondants permanents

### Aérospatial
- Patrice Prévot, correspondant de la division Avions
- Jean-Louis Espes, correspondant de la division Hélicoptères
- Jean-Claude Salvinien, correspondant de la division Missiles
- Shirley Compard a été correspondante des divisions Espace et Missiles balistiques

### Revue Aerospatiale
- Patrice Prévot, correspondant division avions
- Jean-Louis Espes, correspondant division hélicoptères
- Jean-Claude Salvinien, correspondant division missiles
- Shirley Compard[5] correspondante division espace et missiles balistiques.
- Guy Lebègue[6], correspondant division satellites, Centre spatial de Cannes - Mandelieu.
- Gérard Maoui, correspondant Socata

## Publications

### Aerospatiale
Parmi les milliers d'articles publiés, retenons, autant de sources bibliographiques inscrites dans les articles correspondants :
- Espace
- Satellites

Shirley Compard, « Bahreïn : Arabsat en vedette au Mecom », dans aerospatiale (Revue), N° 128, avril 1983

### Revue Aerospatiale
Parmi les milliers d'articles publiés, retenons, autant de sources bibliographiques inscrites dans les articles correspondants :
Société
- Gilles Patri, « Aerospatiale 1970... 1990, un héritage hors du commun. Quatre présidences : Henri Ziegler, Charles Cristofini, Jacques Mitterrand, Henri Martre. », dans Revue aerospatiale, N° hors série 20 ans d'Aerospatiale, janvier 1990
- Anne Partiot, « Aerospatiale - Près de trente ans d'alliances... Un formidable brassage de compétences », dans Revue aerospatiale, N° hors série 20 ans d'Aerospatiale, janvier 1990

Avions
- Gérard Maoui, « Du Griffon à l'AGV : l'avenir avant l'heure... », dans Revue aerospatiale, N° hors série 20 ans d'Aerospatiale, janvier 1990
- André Turcat, « Griffonnons », dans Revue aerospatiale, N° hors série 20 ans d'Aerospatiale, janvier 1990
- Jacques Noetinger, « L'envol de Caravelle », dans Revue aerospatiale, N° hors série 20 ans d'Aerospatiale, janvier 1990
- Gilbert Cormery, « De l'Armagnac à l'A340 », dans Revue aerospatiale, N° hors série 20 ans d'Aerospatiale, janvier 1990
- Jean-Pierre Mithois, « Concorde : 20 ans d'avance. La clé des succès d'aujourd'hui », dans Revue aerospatiale, N° hors série 20 ans d'Aerospatiale, janvier 1990
- Germain Chambost, Jean-Pierre Mithois, « Essais de Concorde : Pas le temps d'avoir peur », dans Revue aerospatiale, N° hors série 20 ans d'Aerospatiale, janvier 1990, extrait de Les Pilotes des mêmes auteurs, éditions Presses de la Cité, 1976

Hélicoptères
- René Mouille, « Des capots aux moyeux rotors : des hélicoptères presque en plastique », dans Revue aerospatiale, N° hors série 20 ans d'Aerospatiale, janvier 1990
- Fernand d'Ambra, « Dauphin : Essai probatoire... », dans Revue aerospatiale, N° hors série 20 ans d'Aerospatiale, janvier 1990

Missiles tactiques
- Patrick Mercillon, « Du SS10 à l'Aster : Trois générations de missiles tactiques », dans Revue aerospatiale, N° hors série 20 ans d'Aerospatiale, janvier 1990

Missiles balistiques
- Shirley Compard, « Des "Pierres précieuses" au M5 : l'optimisation des vecteurs », dans Revue aerospatiale, N° hors série 20 ans d'Aerospatiale, janvier 1990
- Roger Chevalier, « A bord du Gymnote », dans Revue aerospatiale, N° hors série 20 ans d'Aerospatiale, janvier 1990
- Jean-Rémy Hugues, « Tout inventer... », dans Revue aerospatiale, N° hors série 20 ans d'Aerospatiale, janvier 1990

Espace
- Shirley Compard, « De Diamant à Ariane 5 : des sables d'Hammaguir à la forêt guyanaise », dans Revue aerospatiale, N° hors série 20 ans d'Aerospatiale, janvier 1990

Satellites
- (fr + en) Shirley Compard, (trad. Robert J. Amral), « TDF-1/TV-SAT, satellites franco-allemands », dans Revue aerospatiale, N° 1, juin 1983
- Jean-Jacques Dechezelles[7], « Symphonie : liaison interrompue », dans Revue aerospatiale, N° spécial 132 pages, janvier 1990
- Guy Lebègue, « L'aventure des Satellites : Une panoplie de grands programmes », dans Revue aerospatiale, N° spécial 132 pages, janvier 1990
- Roger Imbert, « Météosat : une campagne mémorable », dans Revue aerospatiale, N° spécial 132 pages, janvier 1990
- (fr + en) Guy Lebègue, (trad. Robert J. Amral), « Cannes: de Météosat à ISO », dans Revue aerospatiale, n°69, juin 1990.
- (fr + en) Guy Lebègue, (trad. Robert J. Amral), « Türksat: un satellite clé en main », dans Revue aerospatiale, n°72, octobre 1990.
- (fr + en) Guy Lebègue, (trad. Robert J. Amral), « Eutelsat II : Bon pour le service Est-Ouest », dans Revue aerospatiale, n°73, novembre 1990.
- (fr + en) Guy Lebègue, (trad. Robert J. Amral), « Huygens : Un voyage de 7 ans ! », dans Revue aerospatiale, n°76, mars 1991.
- (fr + en) Guy Lebègue, (trad. Robert J. Amral), « Conflit du Golfe: la leçon des satellites militaires », dans Revue aerospatiale, n°79, juin 1991.
- (fr + en) Guy Lebègue, (trad. Robert J. Amral), « Carcans-Maubuisson : les Satellites à la Une », Université d'été de la Communication présidée par Jack Lang, ministre de la Culture et de la Communication, dans Revue aerospatiale, n°82, octobre 1991.
- (fr + en) Guy Lebègue, (trad. Robert J. Amral), « Satellites : 30 ans de coopération franco-allemande », dans Revue aerospatiale, n°89, juin 1992.
- (fr + en) Guy Lebègue, (trad. Robert J. Amral), « Envisat-1 : une plate-forme polaire d'observation de la Terre au service de l'écologie », dans Revue aerospatiale, n°95, février 1993.
- (fr + en) Guy Lebègue, (trad. Robert J. Amral), « Arabsat 2 : une nouvelle génération de satellites plus performants pour la Ligue Arabe », dans Revue aerospatiale, n°100, janvier 1993.
- (fr + en) Guy Lebègue, (trad. Robert J. Amral), « Cannes : La Terre, c'est déjà l'espace », dans Revue aerospatiale, n°108, mai 1994.
- (fr + en) Guy Lebègue, (trad. Robert J. Amral), « Globalstar : une constellation de 48 satellites pour le téléphone mobile », dans Revue aerospatiale, n°115, février 1995.
- (fr + en) Guy Lebègue, (trad. Robert J. Amral), « Helios : La Terre à la loupe », dans Revue aerospatiale, n°118, mai 1995.
- (fr + en) Guy Lebègue, (trad. Robert J. Amral), « ISO : Capter l'invisible », dans Revue aerospatiale, n°118, mai 1995.
- (fr + en) Guy Lebègue, (trad. Robert J. Amral), « Les Spacebus 3000 se fabriquent en série à Cannes », dans Revue aerospatiale, n°124, janvier 1996.
- (fr + en) Guy Lebègue, (trad. Robert J. Amral), « Arabsat-2A : la nouvelle génération des Spacebus 3000 entre en lice », dans Revue aerospatiale, n°130, juillet 1996.

Technologies
- Gilles Patri, « Aerospatiale : une nouvelle ère industrielle. Des outils classiques à la commande numérique », dans Revue aerospatiale, N° hors série 20 ans d'Aerospatiale, janvier 1990

### Numéro spécial

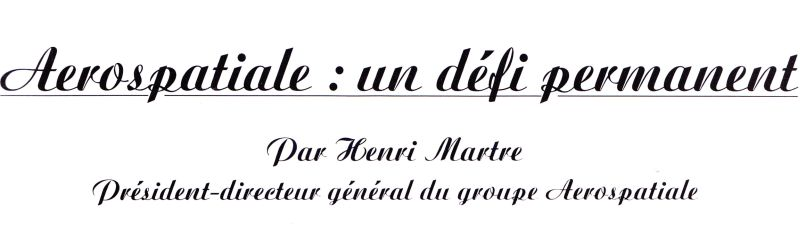
Titre de l'édito, mars 1990, preuve de l'orthographe du nom de l'entreprise Aerospatiale sans accent

1. Revue aerospatiale, Hors série édité en mars 1990 - 1970-1990 20 ans d'aventures
Avions fusées hélicoptères missiles satellites... Spécial 132 pages